# فندق الأوراسي

فنجان قهوة مكتوب عليه اسم الفندق

فندق الأوراسي فندق جزائري من فئة 5 نجوم ويقع وسط الجزائر العاصمة على بعد 15 كم من مطار هواري بومدين الدولي. افتتح فندق الأوراسي أبوابه للزبائن في 2 يونيو 1975. ويمثل جزء من تراث المؤسسات الوطنية سوناتور وألتور والديوان الوطني للمؤتمرات والمحاضرات.
في سنة 1983 و في إطار إعادة الهيكلة، عين فندق الأوراسي كمؤسسة اشتراكية، وفي 12 فبراير 1991 إثر تغيير نظامه الأساسي أصبح مؤسسة اقتصادية عمومية ذات أسهم يبلغ رأس مالها 40 مليون دينار جزائري. وقد ارتفع اليوم رأس المال إلى 1.500.000.00 دج.

## أهم الأحداث
أهم الأحداث التاريخية التي احتضنها فندق الأوراسي:
- - اجتماع جبهة الصمود والتصدي سنة 1978.
- -اجتماع منظمة الدول المصدرة للبترول سنة 1981 .
- - اجتماع منظمة الدول العربية المصدرة للبترول سنة 1981.
- - قمة رؤساء الدول العربية سنة 1988

يتوفر فندق الأوراسي على 455 غرفة، أي ما يعادل 775 سرير. كل الغرف واسعة ومجهزة بحمام كبير وحانة صغيرة وهاتف ومبرد و تلفاز ملون.